# Virginia Beach
Virginia Beach este un oraș independent din statul american Virginia din Statele Unite ale Americii.